# Turó de Can Rabassa
El Turó de Can Rabassa és una muntanya de 223 metres que es troba entre els municipis de Vallromanes i de Vilanova del Vallès, a la comarca del Vallès Oriental.